# Пришибский поселковый совет (Михайловский район)
Пришибский поселковый совет (укр. Пришибська селищна рада) — входит в состав
Михайловского района
Запорожской области
Украины.
Административный центр поселкового совета находится в 
пгт Пришиб.

## История
- 1923 — дата образования.

## Населённые пункты совета
- пгт Пришиб
- с. Розовка
- с. Славянка
- с. Смиреновка

## Ликвидированные населённые пункты совета
- с. Цветково